# Alex Lloyd (cantautore)
Alex Lloyd, pseudonimo di Alexander Wasiliev (Sydney, novembre 1974), è un cantautore australiano.
Ha debuttato nel 1999 con il suo primo album, Black the Sun, che ha riscosso un discreto successo in Australia, permettendogli anche di vincere un ARIA Award, premio musicale australiano, come "Artista maschile dell'anno" nel 2000.

## Biografia
Ha avuto un particolare successo anche nella prima metà degli anni duemila, durante i quali ha pubblicati svariati album di successo in Australia; in particolare, nel 2002, ha partecipato in Italia all'edizione del Festivalbar svoltasi quell'anno con il singolo Green e ha vinto, per la seconda volta, l'ARIA Award come "Artista maschile dell'anno". Questa canzone è stata tratta dal suo secondo disco, Watching Angels Mend, suo album di maggior successo in Australia, dove ha raggiunto la seconda posizione della classifica degli album, da cui è stato estratto anche il singolo Amazing, suo canzone più conosciuta che ha raggiunto la prima posizione della classifica dei singoli della Nuova Zelanda.
Dopo la pubblicazione della sua prima raccolta, Amazing: The Best of Alex Lloyd, che non ha ricosso il successo dei precedenti album, ha pubblicato un nuovo album di inediti nel 2008, Good in the Face of a Stranger, che non ha riscosso successo.
Pochi anni più tardi, nel 2013, ha pubblicato il singolo Better the Less You Know, che ha anticipato il suo sesto album di inediti, Urban Wilderness. Da questo disco sono stati estratti come singoli anche il brano Waterfall, senza tuttavia ottenere riscontri commerciali positivi.
Nel 2015 ha pubblicato una raccolta acustica dei suoi brani più noti, intitolata Acoustica.

## Discografia

### Album in studio
- 1999 - Black the Sun
- 2001 - Watching Angels Mend
- 2003 - Distant Light
- 2005 - Alex Lloyd
- 2008 - Good in the Face of a Stranger
- 2013 - Urban Wilderness

### Raccolte
- 2006 - Amazing: The Best of Alex Lloyd
- 2015 - Acoustica

### Singoli
- 1998 - Peepshow/Momo
- 1998 - Black the Sun
- 1999 - Lucky Star
- 1999 - Something Special
- 2000 - My Way Home
- 2001 - Downtown
- 2001 - Amazing
- 2002 - Green
- 2002 - Everybody's Laughing
- 2002 - Bus Ride
- 2003 - Coming Home
- 2003 - 1000 Miles
- 2004 - Beautiful
- 2004 - Hello the End
- 2005 - Never Meant to Fail
- 2006 - The Wonder
- 2006 - Brand New Day
- 2008 - Slow Train
- 2009 - What We Started